# إي. ر. شيب
إي. ر. شيب (بالإنجليزية: E. R. Shipp)‏ هي صحفية أمريكية، ولدت في 6 يونيو 1955 في كونيرز في الولايات المتحدة.